# كيفن لوندبيرغ
كيفن لوندبيرغ (بالإنجليزية: Kevin Lundberg)‏ هو سياسي أمريكي، ولد في 29 يوليو 1952 بدنفر في الولايات المتحدة. حزبياً، نشط في الحزب الجمهوري.